# Oakville, Washington
Oakville är en ort i Grays Harbor County i delstaten Washington, USA.